# 1 złoty 1928 Wieniec dębowy
1 złoty 1928 Wieniec dębowy – moneta próbna okresu złotowego II Rzeczypospolitej wybita według projektu Józefa Aumillera z datą 1928.
Moneta należy do serii czterech próbnych złotówek z 1928 r. zaprojektowanych przez Józefa Aumillera, z których żadna nie stała się wzorem dla wprowadzonej w 1929 r. monety niklowej o tym nominale.
Istnieją wersje rewersu:
- bez napisu „PRÓBA” i ze znakiem mennicy albo
- z napisem „PRÓBA” i bez znaku mennicy na rewersie.

## Rys historyczny
Jako element reformy walutowej Władysława Grabskiego rozporządzeniem Prezydenta Rzeczypospolitej Polskiej z 20 stycznia 1924 r., znowelizowanym w kwietniu tego samego roku, wprowadzono między innymi srebrną (próby 750) monetę jednozłotową, o masie 5 gramów i średnicy 23 mm, której wzór został ustalony rozporządzeniem Ministra Skarbu z 26 maja 1924 r. razem z wzorami pozostałych planowanych do wprowadzenia do obiegu nominałów monet od 1 grosza do 100 złotych.
Rozporządzeniem Prezydenta Rzeczypospolitej Polskiej z 5 listopada 1927 r. zmieniono system monetarny, zastępując między innymi srebrną monetę jednozłotową odpowiednikiem w niklu o parametrach: masa – 7 gramów, średnica – 25 mm.
Cztery projekty wzoru niklowej złotówki przygotował kierownik artystyczny Mennicy Państwowej – Józef Aumiller, który prowadził również dział medalierski. Monety te miały identyczny rysunek awersu z datą 1928, z rysunkiem godła zgodnym z zaprojektowanym przez Zygmunta Kamińskiego i wprowadzonym w grudniu 1927 r. (Dz.U. z 1927 r. nr 115, poz. 980).
Rewersy Aumillera miały tradycyjną kompozycję. W centralnej części umieszczony został nominał otoczony jednym z czterech wieńców:
- zbożowym,
- dębowym,
- kwiatowym przewiązanym u dołu,
- kwiatowym nieprzewiązanym u dołu.

Projekty te nie znalazły uznania. W rozpisanym konkursie wybrano do realizacji projekt M. Kotarbińskiego, w którym nominał otoczony był ornamentem geometrycznym w stylu art déco.

## Awers
Na tej stronie znajduje się godło – orzeł w koronie według wzoru z grudnia 1927 r., dookoła w otoku napis: „RZECZPOSPOLITA POLSKA”, na samym dole rok – 1928, po obydwu stronach którego umieszczono spłaszczone gwiazdy sześcioramienne.

## Rewers
Rysunek rewersu to nominał 1 otoczony wieńcem z liści dębu, na niektórych monetach pod jedynką wypukły napis „PRÓBA”, poniżej otokowo napis „ZŁOTY”, a za nim, na niektórych monetach, znajduje się herb Kościesza – znak mennicy w Warszawie.

## Opis
Monetę wybito w Mennicy Państwowej, z rantem gładkim, na krążku o średnicy 25 mm w:
- niklu bez napisu „PRÓBA” i ze znakiem mennicy w Warszawie – nakład 35 sztuk,
- niklu z napisem „PRÓBA”  i bez znaku mennicy – nakład 110 sztuk,
- brązie bez napisu „PRÓBA” i ze znakiem mennicy w Warszawie – nakład 32 sztuki.

Pod koniec drugiego dziesięciolecia XXI w. ze znanych monet II Rzeczypospolitej złotówka z wieńcem dębowym z 1928 r. jest:
- jednym z czterech wzorów próbnych złotówek z wieńcami przygotowanych przez Józefa Aumillera w 1928 r.,
- jedną z dziewięciu złotówek, obok:
  - obiegowej złotówki wzoru 1924 – projektu Tadeusza Breyera,
  - próbnej 1 złoty 1928 Wieniec zbożowy – również projektu Józefa Aumillera,
  - próbnej 1 złoty 1928 Wieniec kwiatowy przewiązany – również projektu Józefa Aumillera,
  - próbnej 1 złoty 1928 Wieniec kwiatowy nieprzewiązany – również projektu Józefa Aumillera,
  - próbnej 1 złoty 1929 Wieniec kwiatowy nieprzewiązany – awers projektu M.Kotarbińskiego, rewers projektu Józefa Aumillera,
  - obiegowej złotówki z 1929 – projektu M.Kotarbińskiego.
  - wersji próbnej o średnicy 20 mm obiegowej złotówki 1929 z napisem „PRÓBA” – projektu M. Kotarbińskiego.
  - próbnej 1 złoty 1932 Polonia – projektu Antoniego Madeyskiego.

## Odmiany
W obrocie kolekcjonerskim spotykane są również odbitki w:
- brązie wybite stemplem odwróconym (masa 8,4 grama, nakład nieznany),
- niklu jednocześnie z wypukłym napisem „PRÓBA” i znakiem mennicy w Warszawie na rewersie (masa 7 gramów, nakład nieznany),
- niklu wybite stemplem lustrzanym (masa 7,04 grama, nakład nieznany).